# Ganjia
Ganjia är en köping i nordvästra Kina. Den ligger i Xiahe härad i den autonoma prefekturen Gannan för tibetaner i provinsen Gansu, omkring 140 kilometer sydväst om provinshuvudstaden Lanzhou. Antalet invånare är 7 334. Befolkningen består av 3 717 kvinnor och 3 617 män. Barn under 15 år utgör 22,0 %, vuxna 15-64 år 71 %, och äldre över 65 år 6,0 %.